# Делреј Бич (Флорида)
Делреј Бич (енгл. Delray Beach) град је у америчкој савезној држави Флорида. По попису становништва из 2010. у њему је живело 60.522 становника.

## Демографија
Према попису становништва из 2010. у граду је живело 60.522 становника, што је 502 (0,8%) становника више него 2000. године.
| Група             | 2000.          | 2010.          |
| Белци             | 37.074 (61,8%) | 35.844 (59,2%) |
| Афроамериканци    | 15.981 (26,6%) | 16.961 (28,0%) |
| Азијати           | 651 (1,1%)     | 1.107 (1,8%)   |
| Хиспаноамериканци | 4.184 (7,0%)   | 5.769 (9,5%)   |
| Укупно            | 60.020         | 60.522         |